# Carlos Victoria Álvarez
Carlos Enrique Victoria Álvarez (Buenos Aires, 30 de marzo de 1951) es un actor peruano, hijo del también actor Enrique Victoria Fernández.
Inició su carrera artística con 18 días de nacido en una producción teatral. Fue el primer actor infantil de la televisión peruana. Ha actuado en más de 110 obras de teatro.
En 2014, participó en la película Viejos Amigos.
En 2015, durante la XVI Marcha del Orgullo LGTB de Lima, publicó un vídeo en sus redes sociales donde salió del armario y presentó a su pareja con quien mantiene una relación de más de 20 años.
En 2025, se estrenará la película "No te mueras por mí" donde interpreta al fiscal Huertas. 